# ماركوس فالنر (لاعب كرة قدم)
ماركوس فالنر (بالألمانية: Markus Wallner)‏ هو لاعب كرة قدم نمساوي، ولد في 27 أكتوبر 1996 في سالزبورغ في النمسا. لعب مع نادي غروديغ.

## وصلات خارجية
- ماركوس فالنر (لاعب كرة قدم) على موقع قاعدة بيانات كرة القدم.إي يو (الإنجليزية)
- ماركوس فالنر (لاعب كرة قدم) على موقع Soccerway.com (الإنجليزية)
- ماركوس فالنر (لاعب كرة قدم) على موقع عالم كرة القدم.نت (الإنجليزية)